# Next Generation Online
Next Generation Online (Nexgo) war von 2000 bis 2001 der Onlinedienst der Arcor-Gruppe.
Er vereinte die Portale von germany.net, o.tel.o und Arcor zu einer gemeinsamen Plattform für Informationen, Mail & Messaging. Markantes Zeichen für den Webauftritt war ein sogenannter „Persönlicher Internetassistent“ (PIA), der die Links zu allen Funktionen des Onlinedienstes bündelte:
PIA Messaging Ein Webmail-Frontend mit Funktionen zum Mailversand, -empfang und -speicherung, Möglichkeiten zum Faxempfang und Faxsendung, SMS-Versand, SMS-Notifzierung und einer Sprachmailbox. All diese Funktionen sind als Unified Messaging bekannt.
PIA Organizer Ein Webfrontend für Termine mit Erinnerungs- und Abgleichfunktion mit Palm Handheld und Outlook.
PIA Adressbuch Ein Online-Adressbuch
PIA Geburtstage Ein Online-Geburtstagskalender mit Erinnerungsfunktion durch SMS oder E-Mail.
PIA Fotoalbum Ein Online-Fotoalbum zum Abspeichern von Digitalfotos in verschiedenen Alben. In verschiedenen Zugriffsstufen können diese Alben öffentlich oder nur einem beschränkten Benutzerkreis zur Verfügung gestellt werden.
Weitere Bestandteile des Portals waren aktuelle Nachrichten (Newsticker) sowie Informationen aus Politik, Sport und Kultur.
Als Community standen mehrere Webforen, IRC, Chats und Zugang zum Usenet zur Verfügung. Den Teilnehmern war es auch möglich, in bereitgestelltem Webspace eine eigene Website einzurichten und es stand ein UUCP-over-IP-Zugang für Mails und Usenet zur Verfügung, der heute auf Basis eines Vereins weiter betrieben wird.
In Nexgo wurde auch der kostenpflichtige Dienst Video-on-Demand implementiert. Die Bezahlung erfolgte mit der ursprünglich für das UMS entwickelten Kleingeldbörse.
Nexgo wurde durch die Marke Arcor als Internetplattform abgelöst, wobei das PIA-Konzept und -Layout lange Zeit unverändert beibehalten wurde. Nach einem Relaunch des Arcor-Portals Ende 2007 wurde das charakteristische PIA-Frontend für den Zugriff auf die UMS-Funktionen durch eine abweichende Navigation abgelöst und die Verwendung von PIA im Portal wurde weitgehend zugunsten eines generischen Dienst-Begriffs reduziert. PIA als Produktbezeichnung für den je nach Tarif variierenden UMS-Leistungsumfang wurde jedoch beibehalten.